# Modernizem (gibanje)
Modernizem je bilo gibanje zgodnjega 20. stoletja v literaturi, vizualnih umetnostih in glasbi, ki je poudarjalo eksperimentiranje, abstrakcijo in subjektivno izkušnjo. Filozofija, politika, arhitektura in družbena vprašanja so bili vsi vidiki tega gibanja. Modernizem je bil osredotočen na prepričanja o »naraščajoči odtujenosti« od prevladujoče »moralnosti, optimizma in konvencij« in želje po spremembi načina, kako »človeška bitja v družbi sodelujejo in živijo skupaj«.
Modernistično gibanje se je pojavilo v poznem 19. stoletju kot odgovor na pomembne spremembe v zahodni kulturi, vključno s sekularizacijo in vse večjim vplivom znanosti. Zanj je značilno samozavestno zavračanje tradicije in iskanje novejših kulturnih izraznih sredstev. Na modernizem so vplivale razširjene tehnološke inovacije, industrializacija in urbanizacija, pa tudi kulturni in geopolitični premiki, ki so se zgodili po prvi svetovni vojni. Umetniška gibanja in tehnike, povezane z modernizmom, vključujejo abstraktno umetnost, literarni tok zavesti, kinematografsko montažo, glasbeno atonalnost in dvanajsttonalnost, modernistično arhitekturo in urbanistično načrtovanje.
Modernizem je zavzel kritično držo do razsvetljenskega koncepta racionalizma. Gibanje je tudi zavrnilo koncept absolutne izvirnosti – idejo o »ustvarjanju iz niča« – ki sta jo v 19. stoletju podpirala tako realizem kot romantika, in jo nadomestila s tehnikami kolaža, reprize, vključitve, prepisovanja, rekapitulacije, revizije itd. in parodija. Druga značilnost modernizma je bila refleksivnost glede umetniških in družbenih konvencij, kar je privedlo do eksperimentiranja, ki je poudarjalo, kako nastajajo umetniška dela, kot tudi material, iz katerega so ustvarjena. Razprava o časovnici modernizma se nadaljuje, pri čemer nekateri učenjaki trdijo, da se je razvil v pozni modernizem ali visoki modernizem. Postmodernizem medtem zavrača številna načela modernizma.